# عمار بكداش
عمار خالد بَكْداش (1373- 1447 هـ / 1954- 2025 م) سياسي واقتصادي سوري. وهو الأمين العام للحزب الشيوعي السوري، تولَّى منصب الأمانة العامة خلفًا لوالدته وصال فرحة بكداش التي خلَفَت زوجها خالد بكداش. اتُّهم بالفساد المالي داخل الحزب.

## ولادته وتحصيله
وُلد عمَّار بن خالد بَكْداش في في حيِّ الأكراد بدمشق، يوم الاثنين 18 ذي الحِجَّة 1373هـ الموافق 16 أغسطس (آب) 1954. ونشأ في أسرة شيوعية من أصول كُردية، فوالده ووالدته من كبار الشيوعيين في سوريا، وتولَّى كلٌّ منهما الأمانة العامَّة للحزب الشيوعي السوري.
درس في موسكو وحصل على شهادة (ماجستير) في التخطيط الاقتصادي من جامعة بليخانوف، وأكمل دراساته العليا في كلية الاقتصاد بجامعة موسكو الحكومية (لومونوسوف)، فحصل على شهادة (دكتوراه) في العلوم الاقتصادية عام 1983.

## عمله السياسي
بعد حصوله على الدكتوراه وعودته إلى بلده، عمل عام 1984 في وِزارة الاقتصاد السورية، ثم نقلته رئاسةُ الجمهورية السورية عام 1991 للعمل في الجبهة الوطنية التقدمية، ليصبح عضوًا في المكتب السياسي للحزب الشيوعي السوري عام 1992.
تسلَّم عمار بكداش سكرتارية الحزب الشيوعي السوري عام 2010، أي قبل وفاة والدته وصال فرحة بكداش بسنتين، التي شغلت نفس المنصب بعد وفاة زوجها خالد بكداش.
انتُخب عمار عضوًا في مجلس الشعب في دورته التشريعية (2016- 2020)، ورأسَ لجنة القوانين المالية فيه. وكان خاض الانتخابات بتحالف مع حزب البعث الحاكم في سوريا ضمن قوائم الجبهة الوطنية التقدمية (الوحدة الوطنية لاحقًا). وقد خسر هذا التحالف في الانتخابات التشريعية للدور التشريعي الرابع عام 2024، ولم يُحرز سوى بضعة مئات من الأصوات في دائرة دمشق، على أثَر خلاف حادٍّ مع حُلفائه يعزوها بعض المحلِّلين إلى تآمر ابنه خالد بكداش على حُلفائه في المكتب التنفيذي للاتحاد الوطني لطلبة سوريا.
يُذكر أيضًا أن الحزب الشيوعي السوري خسر كل مقاعده عن بقيَّة المحافظات في انتخابات الدور التشريعي الرابع لمجلس الشعب، بسبب هذا الخلاف. وارتبط اسم عمَّار بكداش بفضائح فساد مالي سبق لأحد أعضاء المكتب السياسي أن كشفها بالمستندات الموثقة.

## وفاته
توفي عمار بكداش في العاصمة اليونانية أثينا، يوم الأحد 18 المحرَّم 1447هـ الموافق 13 يوليو (تَمُّوز) 2025م، عن واحد وسبعين عامًا.